# Cantón de Lamballe
El Cantón de Lamballe es una división administrativa francesa, situada en el departamento de Côtes-d'Armor, en la región de la Bretaña.

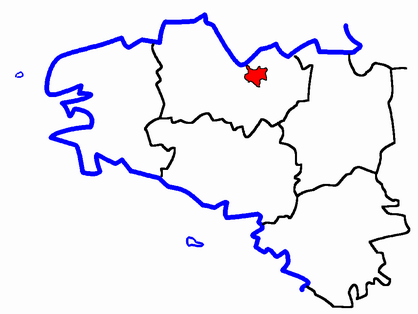
Localización del Cantón de Lamballe.

## Composición
El cantón de Cantón de Lamballe reagrupa las siguientes comunas francesas:
- Andel ;
- Coëtmieux ;
- Lamballe ;
- Landéhen ;
- La Malhoure ;
- Meslin ;
- Morieux ;
- Noyal ;
- Pommeret ;
- Quintenic ;
- Saint-Rieul.